# John Goodyer
John Goodyer (* 1592 in Alton, Hampshire; † 1664) war ein englischer Botaniker.

## Leben
Goodyer ist der jüngere Sohn der vier Kinder des Yeomans Reginald Goodyer (fl. 1578–1619) und dessen Frau Ann. Goodyer war seit 1625 Verwalter in Diensten der Familie von Thomas Bilson (1547–1616) von Westmaple-Durham, der von 1596 bis 1597 Bischof von Worcester und von 1597 bis 1616 Bischof von Winchester war. Goodyer lebte zunächst in Droxford, seit 1625 in Petersfield in Hampshire. Sein Anwesen, genannt The Spain, und den zugehörigen Landbesitz hatte er von seinem Arbeitgeber, Sir Thomas Bilson (1592–ca. 1647), bekommen.
Goodyer galt zu Lebzeiten als der beste Pflanzenkenner Englands. Schon als junger Mann besaß er ein leidenschaftliches Interesse an der Botanik. Sowohl in Droxford als auch in Petersfield legte er einen eigenen botanischen Garten an, um in- und ausländische Pflanzen, darunter viele Kulturpflanzen genauer studieren zu können. Die Einführung des Topinamburs (Helianthus tuberosus) in englischen Gärten geht auf Goodyer zurück. Daneben nutzte er Dienstgänge und -reisen, um nebenbei die Wuchsorte seltener Pflanzenarten in Hampshire und weiter entfernten Landesteilen aufzuspüren. Seine Funde und Beobachtungen notierte er auf Papieren und Zetteln jeder Art, auf Rückseiten von Briefen, Kuverts, Rechnungen, Quittungen und Einkaufslisten.
Goodyer stand mit zahlreichen Gärtnern und Wissenschaftlern seiner Zeit in engem Kontakt, darunter Elias Ashmole, John Franqueville aus London, Thomas Johnson, John Parkinson, John Ray und John Tradescant. Obwohl er kein Mediziner war, wurde er wegen seiner hervorragenden Kenntnisse der Heilpflanzen von seinen Mitmenschen als Arzt angesehen.
Sein Grab befindet sich auf dem Friedhof von St. Mary’s in Buriton, wo auch ein Kirchenfenster an ihn erinnert. Der Ort liegt wenige Kilometer südlich von Petersfield (Hampshire).
Der wissenschaftliche Nachlass, bestehend aus Büchern, Manuskripten und Briefen, befindet sich im Magdalen College. Schon zu Lebzeiten hatte Goodyer die Bibliothek dieser traditionsreichen Hochschule mit botanischen Fachbüchern ausgestattet.
Goodyers Vermögen wurde auf seinen Wunsch nach seinem Tod in eine Stiftung eingebracht. Aus den Erträgen unterstützte man bedürftige Familien in seiner Heimatgemeinde.
Ein Großneffe von ihm, der Enkel seiner Schwester Rose Yalden, war der Fachmann für Landwirtschaft John Worlidge, der 1669 das Buch Systema Agriculturae verfasste.

## Werk
- Goodyer übersetzte bis 1624 die Naturgeschichte der Gewächse, ein Pflanzenbuch des griechischen Naturforschers Theophrastos von Eresos, ins Englische.
- Von 1652 bis 1655 übersetzte er die Materia Medica von Dioskurides, ein fünfbändiges Werk über den medizinischen Wissensschatz der Antike, vom Griechischen ins Englische. Als er 1655 fertig war, hatte er 4540 Seiten eng beschrieben. Er fand jedoch keinen Verleger. Erst 1933 wurde seine historische Übersetzung von Robert Theodore Gunther veröffentlicht.[1]
- Schließlich übersetzte er auch den Dioskurides-Kommentar von Jean-Antoine Sarrasin (1547–1598), der 1598 in Lyon erschienen war, vom Französischen ins Englische.

## Ehrungen
Im fortgeschrittenen Alter genoss Goodyer landesweit so hohes Ansehen als Wissenschaftler und Wohltäter, dass er während des Englischen Bürgerkriegs (1642–1649) unter besonderem Schutz stand: Der Generalleutnant der königlichen Truppen, Sir Ralph Hopton verfügte, „dass John Goodyer und sein Haus, Bedienstete, Familie, Habe, Vieh und Grund unter allen Umständen und vor jeglichen Schäden, Störungen und Belastungen zu schützen und zu verteidigen“ seien.
Robert Brown benannte 1813 ihm zu Ehren die Pflanzengattung Netzblatt (Goodyera) aus der Familie der Orchideen (Orchidaceae).